# Monterosi
Monterosi is een gemeente in de Italiaanse provincie Viterbo (regio Latium) en telt 2780 inwoners (31-12-2004). De oppervlakte bedraagt 10,7 km², de bevolkingsdichtheid is 180,37 inwoners per km².

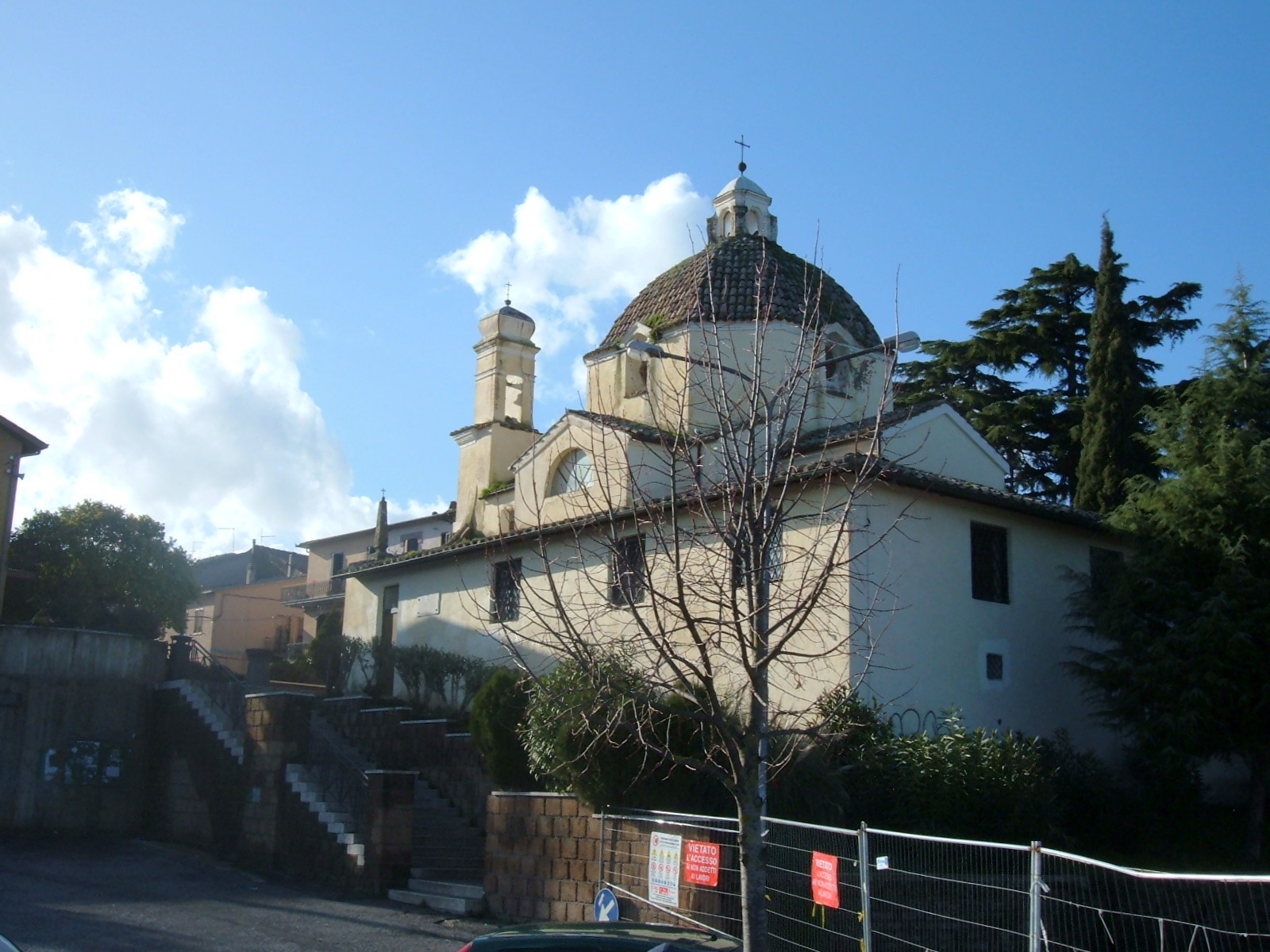
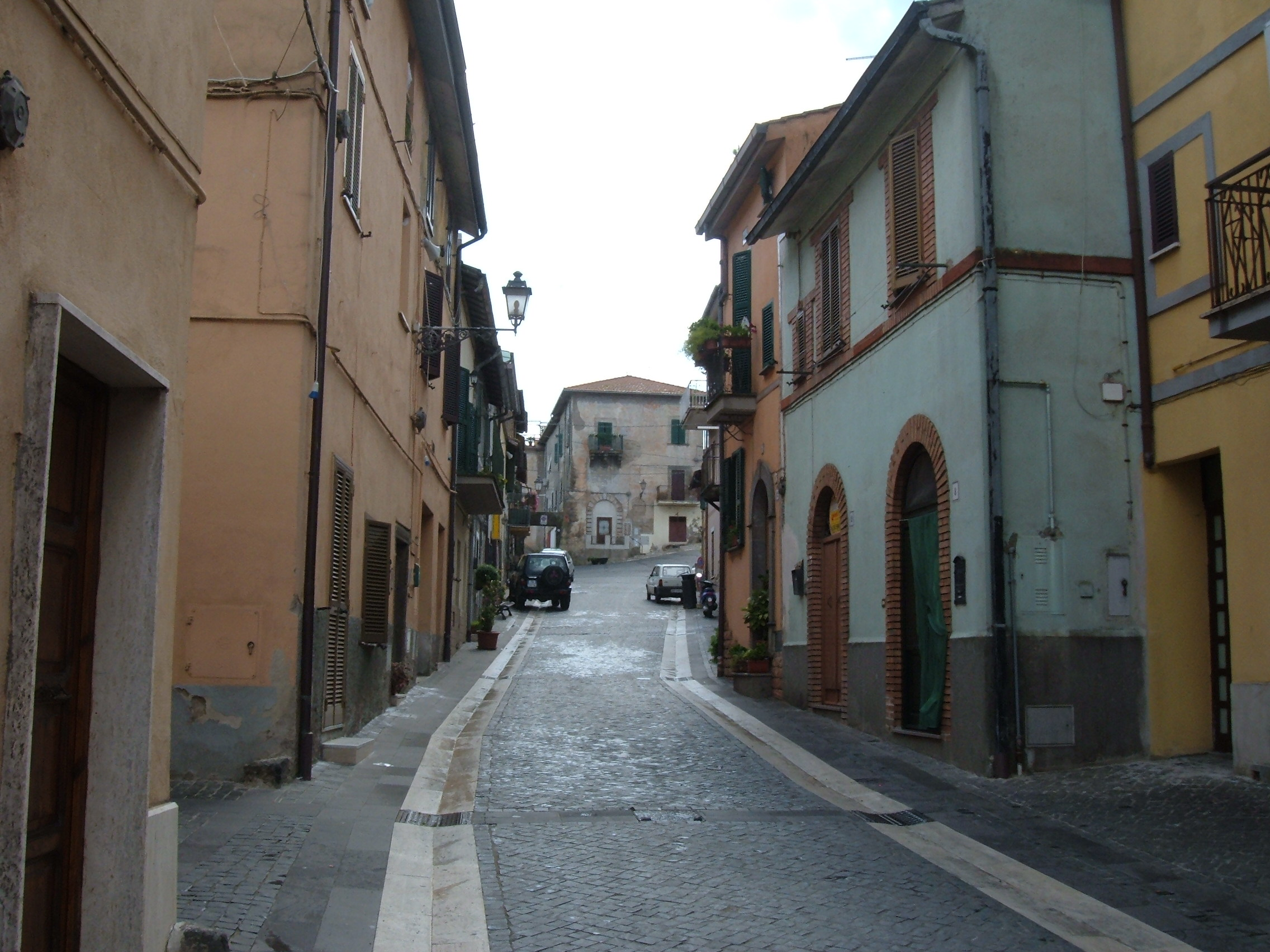

## Demografie
Monterosi telt ongeveer 1059 huishoudens. Het aantal inwoners steeg in de periode 1991-2001 met 36,0% volgens cijfers uit de tienjaarlijkse volkstellingen van ISTAT.
| Jaar | Inwoneraantal |
| ---- | ------------- |
| 1991 | 1751          |
| 2001 | 2381          |

## Geografie
De gemeente ligt op ongeveer 276 m boven zeeniveau.
Monterosi grenst aan de volgende gemeenten: Nepi, Sutri, Trevignano Romano (RM).

## Accademia Musicale Francigena
Jacob de Haan schreef ter ere van de Accademia Musicale Francigena in Monterosi het orkeststuk "Monterosi". Hij schreef dit ter gelegenheid van de derde “Tomasso Albani”, een nationaal concours voor blaasorkesten.
Acquapendente · Arlena di Castro · Bagnoregio · Barbarano Romano · Bassano Romano · Bassano in Teverina · Blera · Bolsena · Bomarzo · Calcata · Canepina · Canino · Capodimonte · Capranica · Caprarola · Carbognano · Castel Sant'Elia · Castiglione in Teverina · Celleno · Cellere · Civita Castellana · Civitella d'Agliano · Corchiano · Fabrica di Roma · Faleria · Farnese · Gallese · Gradoli · Graffignano · Grotte di Castro · Ischia di Castro · Latera · Lubriano · Marta · Montalto di Castro · Monte Romano · Montefiascone · Monterosi · Nepi · Onano · Oriolo Romano · Orte · Piansano · Proceno · Ronciglione · San Lorenzo Nuovo · Soriano nel Cimino · Sutri · Tarquinia · Tessennano · Tuscania · Valentano · Vallerano · Vasanello · Vejano · Vetralla · Vignanello · Villa San Giovanni in Tuscia · Viterbo · Vitorchiano
1. ↑  https://demo.istat.it/?l=it.